# Гийома, Пьер
Пьер Гийома (фр. Pierre Guillaumat; 5 августа 1909, Ла-Флеш, департамент Сарта, Франция — 28 августа 1991) — французский государственный деятель, министр обороны Франции (1959—1960).

## Биография
Младший сын генерала Адольфа Гийома. В 1931 году окончил Политехническую школу. В 1934—1939 годах служил в Индокитае, в 1939—1943 годах — в Тунисе. Во время Второй мировой войны он ушёл в подполье, продолжил карьеру во французской спецслужбе «Центральный отдел оперативной разведки».
- В 1944—1951 годах — директор департамента топливной промышленности, одновременно в 1945—1950 и 1955—1959 годах — по исследованиям Управления нефти (BRP),
- В 1951—1958 годах — также исполнительный директор Комиссариата Франции по атомной энергии. Под его руководством развивался французский атомный проект,
- В 1954—1959 годах — председатель энергетического гиганта Electricite de France (EDF),
- В 1958—1959 годах — министр армии,
- В 1959—1960 годах — министр обороны,
- В 1960—1961 годах — министр образования Франции.

В 1962 году стал одним из основателей и до 1977 года первым председателем государственной нефтяной компании Elf Aquitaine. В 1971—1974 годах — президент Политехнического общества.
В 1979 году стал одним из участников скандала, связанного с инвестициями в размере 500 миллионов швейцарских франков в огромную мошенническую ловушку, связанную с авиационным бизнесом.
В 1978 году стал кавалером Ордена Почётного легиона. В его честь был назван нефтеналивной танкер.
Умер 28 августа 1991 года в возрасте 82 лет.